# Darnell Nurse
Darnell Nurse (Hamilton, Ontario, 4 de febrero de 1995) es un jugador profesional canadiense de hockey sobre hielo que se desempeña en la posición de defensor izquierdo en Edmonton Oilers, equipo de la National Hockey League (NHL).

## Carrera
Fue seleccionado en la primera ronda en la NHL Entry Draft de 2013. En 2014 hizo su debut profesional con el equipo Edmonton Oilers, donde lleva jugando diez temporadas.